# Rastodon
Rastodon é um gênero extinto de dicinodonte. Único entre os dicinodontes, suas presas se curvam para frente. A espécie tipo e única espécie conhecida para o gênero até agora é R. procurvidens.
O nome genérico Rastodon é derivado da Formação Rio do Rasto, onde seus restos foram encontrados, e da palavra grega para "dente". O epíteto específico"procurvidens", significa "dente curvo para a frente" em alusão às suas presas que se projetam anteriormente.

## Proveniência
Apenas um único espécime de Rastodon foi descoberto até agora. É proveniente de depósitos Guadalupianos encontrados em um afloramento da Formação Rio do Rasto na Fazenda Boqueirão, município de São Gabriel, Rio Grande do Sul, Brasil.

## Descrição
Rastodon é um dicinodonte bastante típico. Como os demais dicinodontes, um arranjo de forames no seu rostro e porção anterior da mandíbula indicam a presença de um bico queratinoso. No entanto, possui vários traços distintivos, dos quais suas presas curvadas para frente, bem como um processo retroarticular do osso articular bem desenvolvido e em formato de bulbo. Além disso, seu crânio é relativamente longo e baixo. Era um dicinodonte pequeno (crânio medindo cerca de 8.6 centímetros), que pesava por volta de 1 Kg.

## Classificação
Rastodon foi recuperado como o dicinodonte bidentálio mais basal. No entanto, a posição filogenética de Rastodon é controversa, pois também foi recuperado como o dicinodonte emydopoideo mais basal.